# Ishango
Ishango est une localité située en Afrique centrale en République démocratique du Congo près de l'Ouganda, aux sources du Nil sur la rive nord du lac Édouard (Parc national des Virunga).
Elle est connue grâce aux os d'Ishango.
Elle se trouve exactement entre le lac Edouard et la rivière Semiliki.